# Michel Domingue
Pour les articles homonymes, voir Domingue (homonymie).
Michel Domingue (né le 28 juillet 1813 aux Cayes et mort le 24 mai 1877 à Kingston) est un homme politique et militaire haïtien qui est président de la République de 1874 à 1876.  
Général dans l'armée haïtienne, Domingue rejoint, lors de la guerre civile contre Sylvain Salnave, les forces républicains sous le commandement du général Nissage Saget, qui devient président de la République 19 mars 1870. Commandant en chef de l’Armée en moment du départ de Saget en 1874, il est élu pour lui succéder le 11 juin, par le Sénat et la Chambre des députés. 
Élu pour un mandat de huit ans, après l'adoption d'une nouvelle constitution républicaine, Domingue est un soldat sans instructions, entêté et violent. Sa bravoure militaire est connue depuis la guerre civile. Sous sa présidence, il nomma son neveu, Septimus Rameau, au poste de vice-président du Conseil des Secrétaires d'État. Rameau influence la politique de son oncle et est, par conséquent, le « chef de l'État » de facto. 
L'un des premiers actes de Domingue après son élection à la présidence a été la signature d'un accord avec la République dominicaine voisine. L'accord établissait la reconnaissance mutuelle des deux nations et en particulier la fin de la longue et sanglante guerre frontalière qui les opposait. Rameau a également dirigé les négociations avec le président de la République dominicaine, Ignacio María González. Le général N. Léger, chef d'état-major du président Domingue, a été envoyé à Saint-Domingue pour préparer un nouvel accord. À son retour à Port-au-Prince le 9 novembre 1874, il était accompagné de négociateurs dominicains pour sceller un traité d'amitié et un accord sur le commerce et la navigation. Haïti a reconnu et accepté la pleine indépendance de la République dominicaine et le 20 janvier 1875, le traité d'amitié a été signé entre les deux pays. En dépit de ce succès politique international, la situation financière intérieure d'Haïti était faible. Domingue a tenté de négocier un prêt avec la France, avec l'accord du président français Patrice de Mac-Mahon, ce qui pèserait sur les finances haïtiennes pendant des années. 
En 1875, la corruption et la fraude prenaient une telle ampleur que Domingue émit un décret, en date du 15 mai 1875, pour l'arrestation des généraux Brice et Pierre Momplaisir. Son principal adversaire politique, Pierre Théoma Boisrond-Canal, critiqua cette politique financière. Ce dernier dut se réfugier à l'ambassade des États-Unis. Rameau tenta de rétablir l'ordre durant cette période de trouble politique. Brice et Pierre Momplaisir furent tués alors que Boisrond-Canal et d'autres opposants durent fuir à l'étranger. Rameau fut accusé d'être le responsable de la mort des deux généraux. Il fut lui-même assassiné en pleine rue à Port-au-Prince. Après cet assassinat, Domingue fut contraint à la démission. Il prit ensuite la route de l'exil et s'installa à Kingston en Jamaïque. 

## Carrière dans l'armée
Michel Domingue est né dans la ville des Cayes en 1813. Il est diplômé après une formation militaire et devient commandant des unités de l'armée dans le département du Sud. Du 8 mai 1868 à décembre 1869, il a été membre du gouvernement provisoire d'Haïti. Il fut un proche du président Nissage Saget dont il avait une confiance absolue. Combattant à ses côtés lors de la guerre civile contre Sylvain Salnave, il obtient ainsi une certaine renommée.   
La rébellion se poursuit contre la dictature. En 1868, elle s'étend au Nord et au Sud de l'île. Salnave tente d'écraser l'insurrection mais doit reculer avant de se retrancher à Port-au-Prince. Les rebelles assiègent la ville puis la bombardent notamment à l'aide de « La Terreur », un navire de la marine de guerre haïtienne tombé entre leurs mains. Lors de ce bombardement le palais présidentiel fut détruit. 
Chassé du pouvoir par les troupes républicaines de Saget, Salnave est jugé par une cour martiale pour massacres et trahison, puis condamné à mort. Il est exécuté sur le champ, le 15 janvier 1870. Saget est ensuite élu président de la république d'Haïti le 19 mars 1870. 

## Président de la République

### Élection
Malgré l'opposition du Parti libéral, alors majoritaire à la Chambre des députés et au Sénat, le gouvernement provisoire, assumant le rôle du pouvoir exécutif depuis la fin officiel du mandat du président Saget le 15 mai 1874, décréta l'organisation de nouvelles élections législatives. Une Assemblée constituante se réunit, modifia profondément la Constitution de 1867, au profit d'une nouvelle, officiellement adoptée le 6 août 1874, et élit Michel Domingue, candidat du Parti national, président de la République pour un mandat de huit ans, contre Pierre Momplaisir, candidat du Parti libéral et favori du scrutin avant les législatives et l'installation de la Constituante, majoritairement dominée par les nationaux.  
Domingue, vieux soldat d'une bravoure réputée, mais ignorant, entêté, violent, cruel même, ne fut qu'un comparse : son neveu, Septimus Rameau, chef du Parti national, créé vice-président d'Haïti, fut le véritable chef du gouvernement.  

### Politique d'emprunts
Une loi du 12 août 1874 autorisa un emprunt de trois millions de piastres ; l'argent n'affluant pas assez vite au gré de Rameau, la Chambre vota un autre emprunt de douze millions, avec droit de rachat du premier (loi du 19 février 1875).
Jamais opération financière ne s'est effectuée dans des conditions plus déplorables. Les maisons de commerce de Port-au-Prince, intermédiaires du Gouvernement, se livrèrent à plusieurs transactions douteuses. Le crédit général français, qui lança l'emprunt, préleva un courtage de 9 517 234 piastres. Cependant, malgré les bruyantes accusations de l'époque, il semble que le gouvernement ait été moins coupable que trompé. 

### Traité de paix avec la République dominicaine

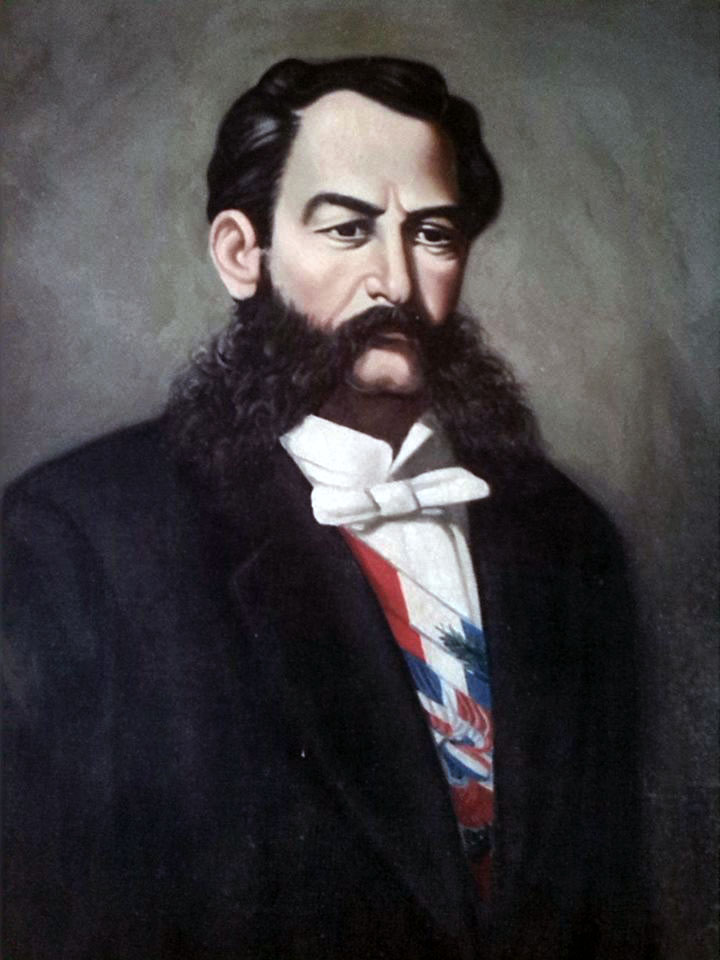
Le président dominicain Ignacio María González.

En 1875, l'esprit de conquête qui animait les Haïtiens vingt ans plus tôt contre la partie Est de l'île d'Hispaniola, n'existait plus. D'une part, l'indépendance de la République dominicaine avait été reconnue par les principales puissances. D'autre part, les Dominicains avaient souffert : domination temporaire de l'Espagne (1861-1865), démêlés politiques avec les États-Unis (1870-1871), etc. Les Haïtiens, émus de sympathie, et craignant pour leur propre sécurité, avaient contribué à éloigner de leur sol les étrangers de l'île. Le gouvernement de Domingue ne fut donc que l'interprète heureux de la volonté du peuple en signant avec la République dominicaine, et son président, Ignacio María González, un traité de paix et d'amitié, le 20 janvier 1875. 

### Attentats du1ermai 1875
À leurs fautes financières, Domingue et Rameau ajoutèrent des mesures de violence. Le 1er mai 1875, ils voulurent se débarrasser des généraux Pierre Momplaisir, ancien concurrent de Domingue dans la course à la présidence, Brismard Brice et Pierre-Théoma Boisrond-Canal, tous trois membres du Parti libéral et adversaires résolus du gouvernement. Le général Brice, grièvement blessé tandis qu'il gagnait le consulat d'Espagne, et transporté à l'hôpital, où il mourut. Boisrond-Canal, traqué sur son habitation de Frère, put se réfugier au consulat américain. Quant à Momplaisir, homme de grand courage et nouvel homme fort du Parti libéral, assailli en son domicile par le général Lorquet, commandant du département de l'Ouest, il se défendit seul contre un régiment. Les soldats ne pénétrèrent chez lui qu'après l'avoir tué. 

### Fin du gouvernement Domingue-Rameau
Ces crimes, suivis de nombreux départs pour l'exil, aggravèrent la situation du gouvernement. Le général Louis Tanis prit les armes à Jacmel ; Rameau se préparait à combattre, quand la ville de Cap-Haïtien se souleva, puis tout le Nord, et même la ville de Croix-des-Bouquets.
Domingue et Rameau, aux abois, projetèrent le transfert du gouvernement aux Cayes. Durant le mois d'avril 1876, on transporta vers l'extérieur de la capitale des malles, pleines de l'argent du dernier emprunt ; le peuple s'émut, se révolta en exigeant la démission du gouvernement et du président ; bientôt la colère fut à son comble, et les gouvernants, pour y échapper, se dirigèrent vers les consulats étrangers. Le président Domingue fut blessé au bras lors de son transfert vers l'ambassade de France, et Septimus Rameau fut tué. La foule pilla les fonds du grand emprunt ; la nuit suivante, le général Paulémon Lorquet, partisan du gouvernement, attaqué en sa demeure privée, fut victime de la populace. Une nouvelle période d'anarchie et de violences, s'ouvrait. 

## Exil et mort
Retranché dans l'ambassade de France et blessé, Michel Domingue rédige sa lettre de démission qu'il rend publique dans la soirée du 15 avril 1876. Sous la pression populaire, l'ambassade de France exfiltre le président démissionnaire et l'aide à prendre une frégate en direction de l'exil. Installé à Kingston en Jamaïque, l'ancien président meurt un an plus tard le 24 mai 1877.